# Rubraea eltringhamiana
Rubraea eltringhamiana is een vlinder uit de familie van de Nymphalidae. De wetenschappelijke naam van de soort is voor het eerst voorgesteld als Acraea acrita eltringhamiana door Charles Le Doux in een publicatie uit 1932.
De soort komt voor in Zuidoost-Congo-Kinshasa en Noord-Zambia.